# دهستان دستجرد (قزوین)
دهستان دستجرد[دستگرد] نام دهستانی در بخش الموت غربی شهرستان قزوین، استان قزوین در ایران است. براساس سرشماری مرکز آمار ایران در سال ۱۳۸۵، جمعیت آن ۱۶۱۱ نفر (۴۳۴ خانوار) بوده‌است.

## مردم
مردم بومی به این دهستان دستگرد می گویند ، مردم روستا الموتی دیلمی با گویش گیلکی سخن می‌گویند.

## پیوند
دیلمستان 